# 奎采奥湖
奎采奥湖（西班牙語：Lago de Cuitzeo）位于墨西哥中南部米却肯州境内，州府莫雷利亚以北31公里。地处墨西哥高原，湖面海拔1821米（随降水变化），湖面面积最大可达410平方公里。为著名的度假胜地。